# くるみ割り人形 (1993年の映画)
『くるみ割り人形』（くるみわりにんぎょう、原題:George Balanchine's The Nutcracker、国際題:The Nutcracker）は、1993年のアメリカ映画。別題『マコーレー・カルキン くるみ割り人形』。
1990年代前半の当時、圧倒的人気子役だったマコーレー・カルキンを主演にむかえ、チャイコフスキーの有名な「くるみ割り人形」および、E.T.A.ホフマンの童話『くるみ割り人形とねずみの王様』を実写映像化したファンタジー風味のバレエ映画である。バレエを幼い頃からやっていたというので抜擢され製作された映画であったが、公開当時の評価は意外にも高くはなかったという。その他のダンサーはニューヨーク・シティ・バレエ団によるもの。

## スタッフ
- 監督：エミール・アルドリーノ
- 製作総指揮：アーノン・ミルチャン
- 脚本：スーザン・クーパー
- 撮影：ラルフ・D・ボード
- 音楽：ピョートル・チャイコフスキー
- ナレーション：ケヴィン・クライン
- 日本語版ナレーション：富田靖子

## キャスト
- マコーレー・カルキン
- ジェシカ・リン・コーエン
- バート・ロビンソン・クック
- ピーター・レズニック
- ダーシー・キスラー